# Lagoa do Mato
Lagoa do Mato é um município brasileiro do estado do Maranhão.

## História
O município de Lagoa do Mato foi criado através da lei estadual número 6.136, de 10 de novembro de 1994, desmembrado do município de Passagem Franca.

## Geografia
A área do município de Lagoa do Mato é de 1512,985 quilômetros quadrados, o que o coloca na posição 61 dentre as 217 cidades do Maranhão.
| Área da unidade territorial [2024] | 1.512,985 km²                                            |
| Hierarquia urbana [2018]           | Centro Local                                             |
| Região de Influência [2018]        | Arranjo Populacional de Teresina/PI - Capital Regional A |
| Região intermediária [2024]        | Presidente Dutra                                         |
| Região imediata [2024]             | São João dos Patos                                       |
| Mesorregião [2022]                 | Leste Maranhense                                         |
| Microrregião [2022]                | Chapadas do Alto Itapecuru                               |

Fonte: IBGE
| Bioma predominante [2024]             | Cerrado  |
| Área urbanizada [2019]                | 2,22 km² |
| Esgotamento sanitário adequado [2010] | 1,2 %    |
| Arborização de vias públicas [2010]   | 85,2 %   |
| Urbanização de vias públicas [2010]   | 0 %      |

Fonte: IBGE
Educação
| Taxa de escolarização de 6 a 14 anos de idade [2010]             | 97,7 %           |
| IDEB – Anos iniciais do ensino fundamental (Rede pública) [2023] | 6,1              |
| IDEB – Anos finais do ensino fundamental (Rede pública) [2023]   | 5,0              |
| Matrículas no ensino fundamental [2023]                          | 1.517 matrículas |
| Matrículas no ensino médio [2023]                                | 394 matrículas   |
| Docentes no ensino fundamental [2023]                            | 112 docentes     |
| Docentes no ensino médio [2023]                                  | 17 docentes      |
| Número de estabelecimentos de ensino fundamental [2023]          | 14 escolas       |
| Número de estabelecimentos de ensino médio [2023]                | 1 escolas        |

Fonte: IBGE
Economia
| PIB per capita [2021]                                                                           | 8.601,56 R$      |
| Índice de Desenvolvimento Humano Municipal (IDHM) [2010]                                        | 0,566            |
| Total de receitas brutas realizadas [2023]                                                      | 51.152.362,91 R$ |
| Transferências correntes (Percentual em relação às receitas correntes brutas realizadas) [2023] | 96,97 %          |
| Total de despesas brutas empenhadas [2023]                                                      | 43.346.786,28 R$ |

Fonte: IBGE
| Salário médio mensal dos trabalhadores formais [2022]                                             | 2,0 salários mínimos |
| Pessoal ocupado [2022]                                                                            | 560 pessoas          |
| População ocupada [2022]                                                                          | 5,30 %               |
| Percentual da população com rendimento nominal mensal per capita de até 1/2 salário mínimo [2010] | 57,6 %               |

Fonte: IBGE